# Col des Aravis
De Col des Aravis is een bergpas in de Franse Alpen, gelegen op de grens van de departementen Haute-Savoie (gemeente: La Clusaz) en Savoie (gemeente: La Giettaz). Het is de enige bergpas die de Aravisketen kruist.
De bergpas is vooral bekend van wielrenetappes in bijvoorbeeld de Ronde van Frankrijk. De Col des Aravis is voor het eerst opgenomen in de Ronde van Frankrijk in 1911. Van de 40 doortochten waren er 17 naoorlogse sinds 1947.
De eerste doortochten op de col waren voor:
- 1911 ·  Émile Georget en  Paul Duboc
- 1912 ·  Eugène Christophe
- 1913 ·  Marcel Buysse
- 1914 ·  Philippe Thys
- 1919 ·  Honoré Barthélémy
- 1920 ·  Firmin Lambot
- 1921 ·  Léon Scieur
- 1922 ·  Émile Masson
- 1923 ·  Henri Pélissier
- 1924 ·  Giovanni Brunero
- 1925 ·  Ottavio Bottecchia
- 1926 ·  Omer Huyse
- 1927 ·  Charles Martinet
- 1928 ·  Julien Moineau
- 1929 ·  Nicolas Frantz
- 1930 ·  Marcel Mazeyrat
- 1931 ·  Antonin Magne
- 1932 ·  Joseph Demuysere
- 1933 ·  Alfons Schepers
- 1934 ·  Félicien Vervaecke
- 1935 ·  René Vietto
- 1936 ·  Federico Ezquerra
- 1937 ·  Gino Bartali
- 1948 ·  Gino Bartali
- 1955 ·  Charly Gaul
- 1960 ·  Fernando Manzaneque
- 1968 ·  Barry Hoban
- 1975 ·  Lucien Van Impe
- 1980 ·  Ludo Loos
- 1982 ·  Marino Lejarreta
- 1983 ·  Jacques Michaud
- 1984 ·  Robert Millar
- 1987 ·  Eduardo Chozas
- 1990 ·  Thierry Claveyrolat
- 1991 ·  Thierry Claveyrolat
- 2000 ·  Marco Pantani
- 2002 ·  Mario Aerts
- 2006 ·  Patrice Halgand
- 2010 ·  Jérôme Pineau
- 2016 ·  Thomas De Gendt
- 2020 ·  Richard Carapaz
- 2023 ·  Marc Soler